# 구주 (중국)

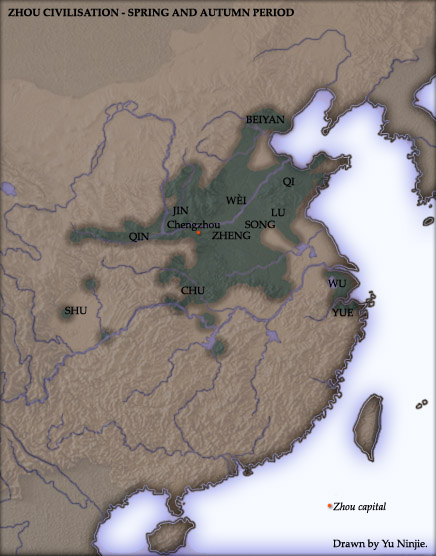
춘추시대의 중국

구주(九州)는 고대 중국의 고서에 기록된 하나라, 상나라, 주나라 시대의 행정 구역이며, 이후 춘추 시대와 전국 시대를 거치면서 지리적 구분의 의미를 갖게 되었다. 구주는 고대에 중국 전 국토를 9개의 주(州)로 나누었던 것에서 유래하는 아칭의 하나이며, 이후 전한의 무제가 전국의 행정체계를 13주로 나눴다. 중국에서는 중국 전역을 총칭하는 의미로 사용되며, 천하나 세계 전체의 의미로 사용되는 경우도 있다.

## 역사
《서경》(書經)의 《하서》(夏書)와 《우공》(禹貢)에는 우가 중국을 다스릴 당시 중국 전역을 예주(豫州)와 이를 중심으로 하여 둘러싼 기주(冀州), 연주(兗州), 청주(青州), 서주(徐州), 양주(揚州), 형주(荊州), 양주(梁州), 옹주(雍州)의 9개의 주로 나누었다고 기록되어 있다.
《이아》(爾雅)의 《석지》(釋地) 또한 구주에 대해 기록되어 있지만, 청주(青州)와 양주(梁州)가 제외된 대신 유주(幽州)와 영주(營州)가 포함되었다. 《주례》(周禮)의 《직방》(職方)에서는 서주(徐州)와 양주(梁州)가 제외된 대신 유주(幽州)와 병주(并州)가 포함되었으며, 《여씨춘추》(呂氏春秋)의 《유시람》(有始覽)에서는 양주(梁州) 대신 유주(幽州)가 포함되었다.
일반적으로 《서경》의 기록은 하나라의 행정 구역을, 《이아》의 기록은 상나라의 행정 구역을, 《주례》의 기록은 주나라의 행정 구역을 기록하였으며, 《여씨춘추》는 3개의 서적을 토대로 구주를 해석한 것으로 알려져 있다.
한편 《서경》(書經)에서의 십이주는 《우공》(禹貢)에 의한 구주에 유주(幽州), 병주(并州), 영주(營州)의 3개를 더한 것으로 여겨진다.
이후 전한의 무제가 기원전 106년에 전국에 13주를 설치해, 구주는 구체적인 9개의 주가 아니고 중국 전 국토의 아칭으로써 사용하게 되었다.
신라에서도 제31대 신문왕 때인 687년에는 9주 5소경제를 실시했다.

## 같이 보기
- 구정 (중국)
- 천하